# Kaiserpfalz (Gemeinde)
Kaiserpfalz település Németországban, azon belül Szász-Anhalt tartományban. Lakosainak száma 1579 fő (2023. december 31.). Kaiserpfalz Querfurt, Bad Bibra, Finneland, Finne, Wiehe, Roßleben, Nebra és Rastenberg községekkel határos.

## Népesség
A település népességének változása:
| Lakosok száma | 1563 | 1533 | 1542 | 1652 | 1579 |
|               | 2017 | 2019 | 2021 | 2022 | 2023 |